# تپه کلح لیر۲
تپه کلح لیر۲ مربوط به دوره اشکانیان - دوره ساسانیان - هزاره اول قبل از میلاد است و در شهرستان ورزقان، بخش مرکزی، دهستان ازومدل شملی، ۵۰ متری غرب روستای تخمدل واقع شده و این اثر در تاریخ ۲۷ اسفند ۱۳۸۷ با شمارهٔ ثبت ۲۶۳۹۹ به‌عنوان یکی از آثار ملی ایران به ثبت رسیده است.